# Northern Thunderbird Air

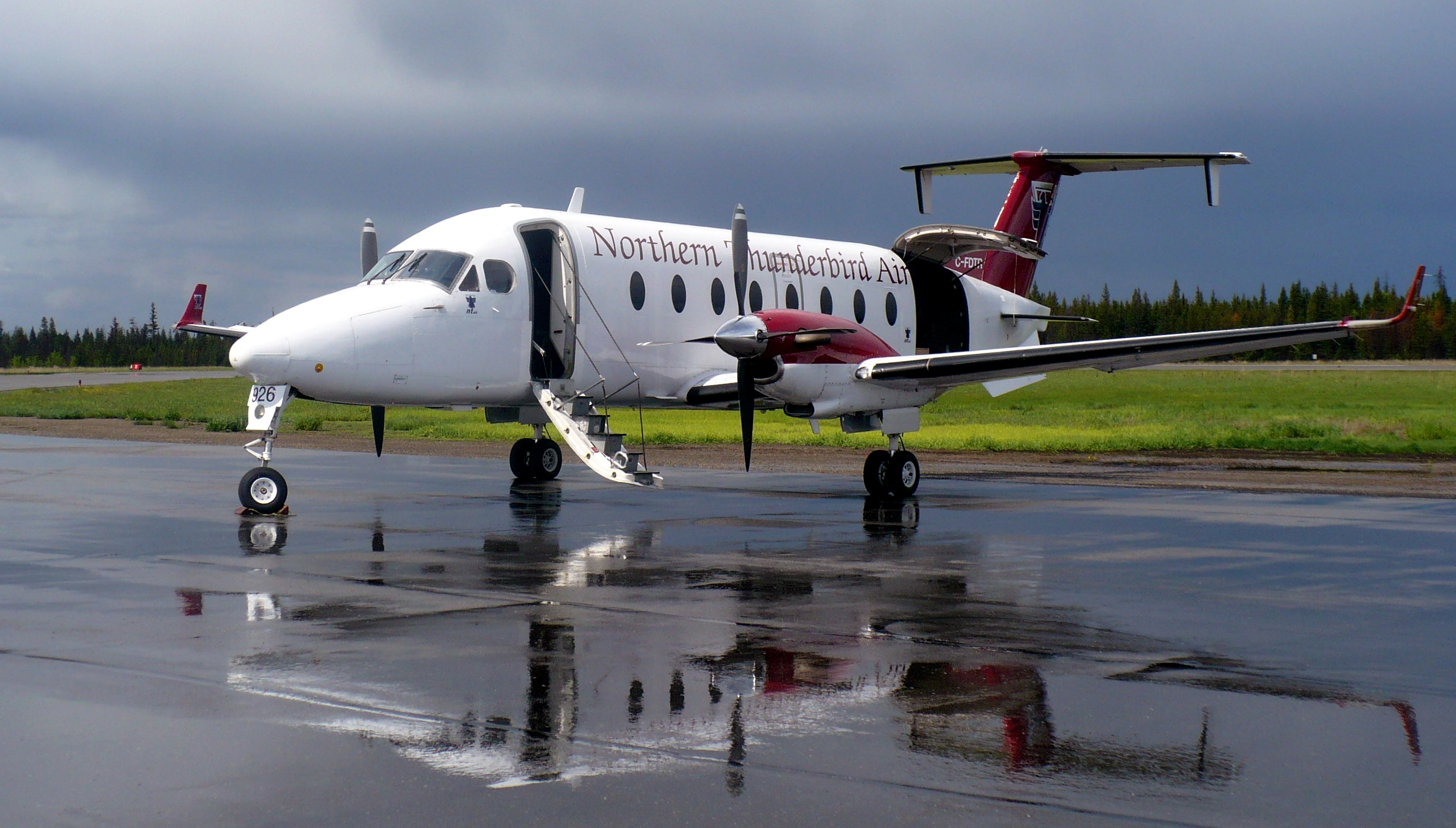
Beechcraft 1900D авіакомпанії Northern Thunderbird Air

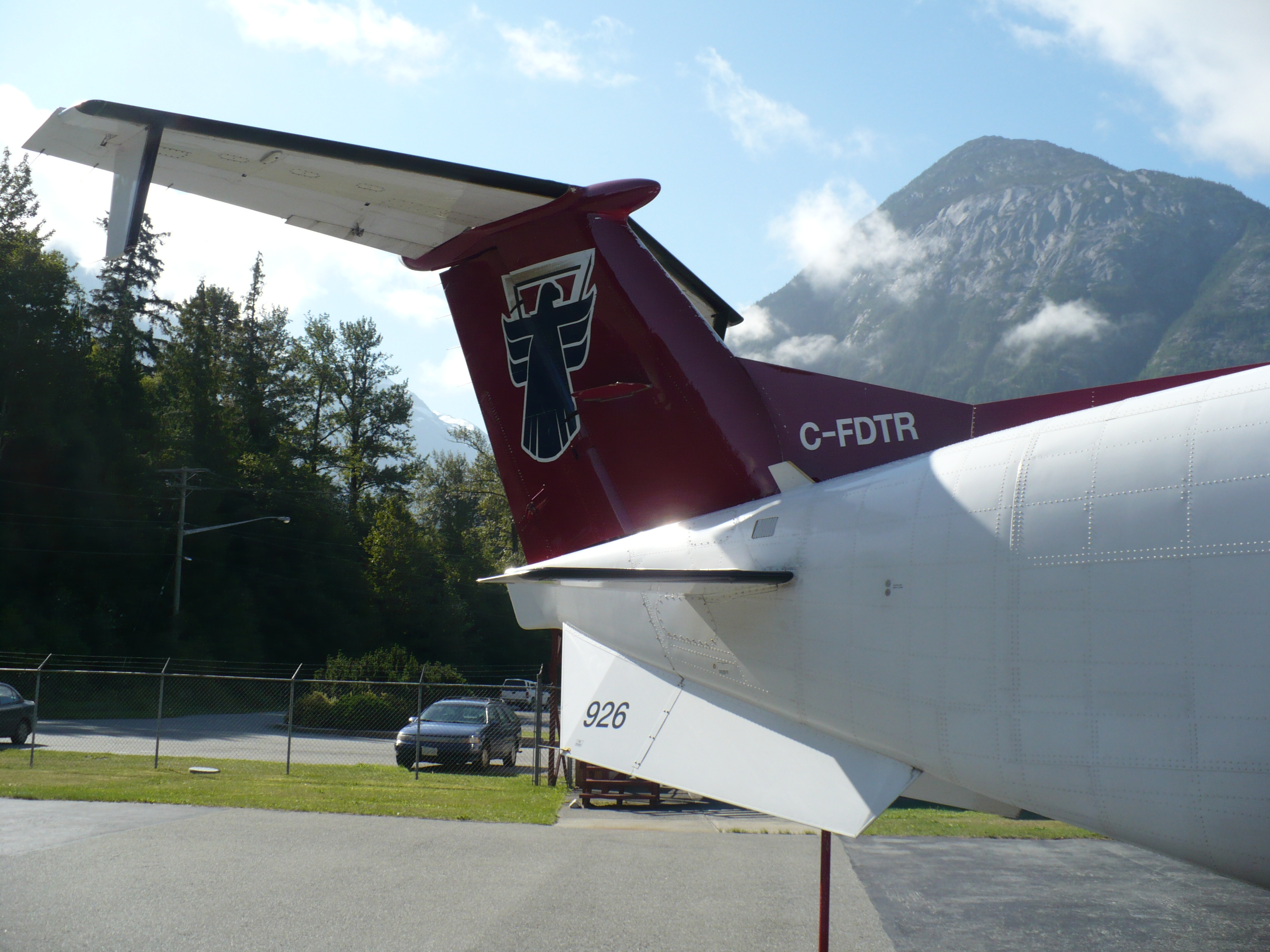
Логотип авіакомпанії

Northern Thunderbird Air Inc., чинна під торговими марками NT Air і Northern Thunderbird Air — чартерна авіакомпанія Канади зі штаб-квартирою у місті Принс-Джордж (Британська Колумбія).
Портом приписки авіакомпанії є Аеропорт Прінс-Джордж, її транзитними вузлами (хабами) — Міжнародний аеропорт Ванкувер і Аеропорт Смізерс.

## Історія
Авіакомпанія NT Air була утворена в 1971 році шляхом злиття двох незалежних перевізників Британської Колумбії — Northern Mountain і Thunderbird.
Регіональна авіакомпанія Northern Mountain була заснована в 1959 році в місті Форт-Сент-Джеймс і до моменту об'єднання була одним з найбільших авіаперевізників Британської Колумбії. До 1971 році компанія експлуатувала змішаний повітряний флот із вертольотів і літаків Cessna, de Havilland Beavers, Beechraft Model 18, Grumman Goose, забезпечуючи пасажирські та вантажні перевезення в значній частині півночі країни, включаючи райони Британської Колумбії, Альберти, Юкона і Північно-Західних територій. Після злиття з Thunderbird підрозділ Northern Mountain зосередилося на вертолітних перевезеннях і підтримувало цю спеціалізацію аж до 2000 року.
Історія авіакомпанії Thunderbird сходить до початку 1960-х років з отриманням контракту від Pacific Western Airlines на виконання пасажирських перевезень місцевого значення з міста Принс-Джордж. Thunderbird використовувала власну базу в аеропорту Тейбор-Лейк, звідки виконувала польоти на літаках Cessna, Beaver і Otter в нове місто Макензі, по прилеглим населеним пунктам та тимчасовим туристичних стоянок водосховища Віллістон. Повітряний флот авіакомпанії був обладнаний змінними колісними шасі, поплавцями для посадок на воду і лижами для посадок на сніг. На початку 1970-х років контракт між Thunderbird і Pacific Western Airlines розширився за рахунок надання прав на виконання авіарейсів в невеликі населені пункти провінції Британська Колумбія, PWA при цьому переслідувала головну мету наповнення власних регіональних рейсів на реактивних лайнерах з аеропортів міст Прінс-Джордж, Камлупс та Келоуна. Саме це доповнення партнерську угоду послужило причиною пошуку ангарів для стоянки літаків в аеропорту Прінс-Джордж, переговори щодо яких та привели в 1971 році до утворення об'єднаної авіакомпанії Northern Thunderbird Air.
У сучасному періоді авіакомпанія NT Air експлуатує десять повітряних суден і 3 бази по ремонту і технічного обслуговування власних літаків. Станом на лютий 2010 року в компанії працювало 50 співробітників.

## Основні пункти призначення
- Британська Колумбія
  - Прінс-Джордж
  - Маккензі
  - Оспіка
  - Тсай-Кех
  - Форт-Вейр
  - Смізерс
  - Деазе-Лейк
  - Ванкувер

- Альберта
  - Калгарі
  - Едмонтон

## Флот
Станом на березень 2010 року повітряний флот авіакомпанії Northern Thunderbird Air становили такі літаки:
- 3 Beechcraft 1900C
- 2 Beechcraft 1900D
- 2 Beechcraft King Air 100
- 1 Beechcraft King Air 350
- 1 Cessna 208B Grand Caravan
- 1 De Havilland Twin Otter